# 錦英苑公共運輸交匯處
錦英苑公共運輸交匯處是香港一個坑狀露天車站，位於馬鞍山錦英苑對開。為錦英苑居民提供對外交通服務。 

## 總站路線資料（巴士）

### 九龍巴士85M線
- 錦英苑 ↺ 黃大仙

1992年3月1日開辦，以循環線形式運作，本線曾為全港最長的日間循環線（現為88X線）。途經馬鞍山、大水坑、新蒲崗、鑽石山。

### 九龍巴士86K線
- 錦英苑 ↔ 沙田站

1991年6月1日投入服務，以配合錦英苑落成。途經利安邨、馬鞍山市中心、恆安邨、富安花園、濱景花園、沙田第一城、富豪花園。

### 九龍巴士86S線
- 錦英苑 ↔ 沙田站

1996年9月9日投入服務，只在平日上、下午繁忙時間行走。本線為86K線的特別班次，起訖點與86K線相同，但途經源禾路。

### 九龍巴士87C線
- 錦英苑 ↔ 紅磡站

### 九龍巴士87D線
- 錦英苑 ↔ 紅磡站

1993年8月16日投入服務，途經馬鞍山市中心、大涌橋路、獅子山隧道、九龍塘、旺角、油麻地、佐敦、尖沙咀。

### 九龍巴士287D線
- 紅磡站 → 錦英苑

2020年7月20日投入服務，途經尖沙咀、佐敦、油麻地、旺角、大角咀、青沙公路、大涌橋路、馬鞍山市中心，只於星期一至五下午繁忙時間提供服務。

### 九龍巴士87S線
- 錦英苑 ↺ 大學站（上午繁忙時間）
大學站 ↺ 錦英苑（下午繁忙時間）

1994年6月27日投入服務，為87K線的特快線，只在平日上、下午繁忙時間行走。途經耀安邨、馬鞍山警署、雅景臺。本線雖以錦英苑為總站，唯實際上是以位於錦英路的錦英苑分站作起點或循環點，並不是使用此總站。

### 九龍巴士N86線
- 錦英苑 ↔ 沙田站

### 九龍巴士N281線
- 錦英苑 ↔ 紅磡站

1991年1月29日投入服務，於81C及87D收車後繼續提供馬鞍山、沙田往來九龍市區心臟地帶的巴士服務。途經沙田第一城、沙角邨、新翠邨、顯徑邨、九龍塘、旺角、油麻地。 

### 過海隧道巴士N680線
- 錦英苑 ↔ 中環（港澳碼頭）

1997年6月28日投入服務，由九巴及新巴營運，途經馬鞍山、沙田第一城、大老山隧道、東區海底隧道、東區走廊、北角、銅鑼灣、灣仔、金鐘。

### 過海隧道巴士R680線
- 馬鞍山（錦英苑） → 銅鑼灣（維園正門）

## 總站路線資料（專線小巴）

### 新界區專線小巴805S線
- 錦英苑 ↔ 旺角

### 新界區專線小巴808線
- 錦英苑 ↔ 威爾斯親王醫院

## 過往總站路線
- 九龍巴士87X線 (已取消)
- 九龍巴士N85線

## 車坑分佈
| 車坑分佈（以入口最左邊起計） | 車坑分佈（以入口最左邊起計） | 車坑分佈（以入口最左邊起計） |
| 車坑編號                     | 車坑數目                     | 路線                         |
| ---------------------------- | ---------------------------- | ---------------------------- |
| 1                            | 公眾車道路邊停車灣           | 九龍巴士86K、86S線           |
| 2                            | 雙坑                         | 九龍巴士87C、87D、N281線     |
| 3                            | 單坑                         | 過海隧道巴士N680線           |
| 4                            | 公眾車道路邊停車灣           | 專線小巴805S、808線 的士站   |